# Société asiatique du Japon
La société asiatique du Japon (日本アジア協会, Nihon Ajia Kyoukai, lit. société d'Asie du Japon) (SAJ) est une société d'études japonaises (japonologie). Fondée en 1872, la SAJ est la plus ancienne société savante du Japon.

## Aperçu
La société asiatique du Japon (SAJ) est fondée à Yokohama en 1872, cinq ans après la restauration de Meiji, par des résidents britanniques et américains - des missionnaires, des diplomates, des marchands, etc. Ernest Mason Satow et John Harington Gubbins (en) figurent parmi les membres fondateurs. 
La SAJ est la plus ancienne société savante du Japon et est encore active aujourd'hui. Son journal, les Transactions de la société asiatique du Japon  (ISSN 0913-4271), est publié chaque année depuis 1874.

## Membres
Liste non exhaustives.
- Neal Lawrence (en)[1]
- Josiah Conder
- Sir Ernest Mason Satow

## Travaux
- Société asiatique du Japon, Transactions de la société asiatique du Japon, Volume 8, vol. VOL. VIII, B. MEIKLEJOHN & CO., PRINTERS, YOKOHAMA, JAPON, La société, 1880 (lire en ligne)(Université Havard)(Digitized Sep 4, 2007)(YOKOHAMA : LANE, CRAWFORD & CO.; KELLY & CO. SHANGHAI : KELLY & WALSH. LONDON: TRÜBNER & CO. PARIS : ERNEST LEROUX)
- Société asiatique du Japon, Transactions, Volume 8, vol. VOL. VIII, B. MEIKLEJOHN & CO. PRINTERS, YOKOHAMA, JAPON, 1880 (lire en ligne), p. 482(Université d'État de Pennsylvanie)(Digitized Mar 22, 2010)(YOKOHAMA : LANE, CRAWFORD & CO.; KELLY & CO. SHANGHAI: KELLY & WALSH. LONDON: TRÜBNER & CO. PARIS: ERNEST LEROUX)